# Теорема Громова про групи поліноміального зростання
Теоре́ма Гро́мова про гру́пи поліноміа́льного зроста́ння стверджує, що всі скінченнопороджені групи поліноміального зростання майже нільпотентні, тобто мають нільпотентну підгрупу скінченного індексу.
Теорему довів Громов 1981 року. У тій самій статті вводиться так звана збіжність за Громовом — Гаусдорфом. Доведення суттєво використовує так звану альтернативу Тітса .

## Варіації та узагальнення
- Теорема залишається істинною, якщо ступінь зростання групи {\displaystyle O(n^{(\log \log n)^{c}})}[2].

- Якщо для групи {\displaystyle G} існує многочлен {\displaystyle P} такий, що для будь-кого {\displaystyle n\in \mathbb {N} } існує система твірних {\displaystyle S=S^{-1}} така, що
{\displaystyle |S^{n}|\leqslant P(n)\cdot |S|,}

то {\displaystyle G} майже нільпотентна і зокрема має поліноміальне зростання.